# Coloneura moskovita
Coloneura moskovita är en stekelart som beskrevs av Vladimir Ivanovich Tobias 1986. Coloneura moskovita ingår i släktet Coloneura och familjen bracksteklar. Inga underarter finns listade i Catalogue of Life.